# Векшняй
Векшня́й (лит.  Viekšniai) — город в Мажейкском районе Тельшяйского уезда Литвы, является административным центром Векшнского староства. Население 2 183 человека (2010 год).

## География
Расположен на берегу реки Вента в 17 км на юго-восток от города Мажейкяй. Железнодорожная станция на линии Шяуляй — Лиепая.

## История
Впервые упоминается в 1253 году. Права города получил в 1725 году. В 1634 году в Векшняй был построен деревянный костёл. В 1656 году
Векшняй был полностью разрушен шведами. При третьем разделе Польши в 1795 году отошёл к Российской Империи. До 1842 года входил в состав Шавельского уезда Виленской губернии. В 1843 году местечко было передано в образованную Ковенскую губернию. В 1853 году был построен кирпичный костёл. Векшняй значительно вырос в 1871—1873 годы при строительстве Либаво-Роменской железной дороги (Либава (ныне Лиепая) — Ромны). Во время Первой мировой войны был оккупирован немецкой армией. До 1917 года носил название Векшни.
С 1918 года и до 1940 года находился в составе Литвы.
C 1940 года по 1991 года в составе Литовской ССР, СССР. С 1958 года являлся посёлком городского типа в Акмянском районе Литовской ССР.
С 1991 года в составе Литвы. В 1995 году повторно получил права города. Является центром одноимённого староства. В 1998 году получил герб и флаг.

## Население
До Второй мировой войны значительную часть населения составляли евреи (в 1897 году они составляли 56 % населения города). Действовала синагога. 4 августа 1941 года все евреи Векшняя были отправлены в Мажейкяй и там расстреляны. В 1990 году на месте расстрела, на старом еврейском кладбище города, был установлен памятный знак.
| жителей | 2 951 | 2 730 | 2 781 | 2 410 | 2 270 |

| Год  | Численность | Численность |
| ---- | ----------- | ----------- |
| 1923 | 2024        |             |
| 1959 | 2734        |             |
| 1970 | 2748        |             |
| 1979 | 2781        |             |
| 1989 | 2410        |             |
| 2001 | 2272        | [ 4 ]       |
| 2002 | 2257        | [ 4 ]       |
| 2003 | 2250        | [ 4 ]       |
| 2004 | 2201        | [ 4 ]       |
| 2005 | 2175        | [ 4 ]       |
| 2006 | 2109        | [ 4 ]       |
| 2007 | 2068        | [ 4 ]       |
| 2008 | 2056        | [ 4 ]       |
| 2009 | 2052        | [ 4 ]       |
| 2010 | 2005        | [ 4 ]       |
| 2011 | 1937        | [ 4 ]       |
| 2012 | 1894        | [ 4 ]       |
| 2013 | 1837        | [ 4 ]       |
| 2014 | 1782        | [ 4 ]       |
| 2015 | 1747        | [ 4 ]       |
| 2016 | 1697        | [ 4 ]       |
| 2017 | 1670        | [ 5 ]       |
| 2018 | 1650        | [ 6 ]       |
| 2019 | 2151        | [ 4 ]       |
| 2020 | 2122        | [ 4 ]       |
| 2021 | 2249        | [ 4 ]       |
| 2022 | 2216        | [ 4 ]       |
| 2023 | 2180        | [ 4 ]       |

## Известные уроженцы, жители
Ефройкин Залман (1893, Векшни —  1966, Нью-Йорк) — один из организаторов еврейских школ и культурных учреждений в Латвии.

## Экономика
В советский период существовало производство кафеля и керамических изделий.

## Достопримечательности

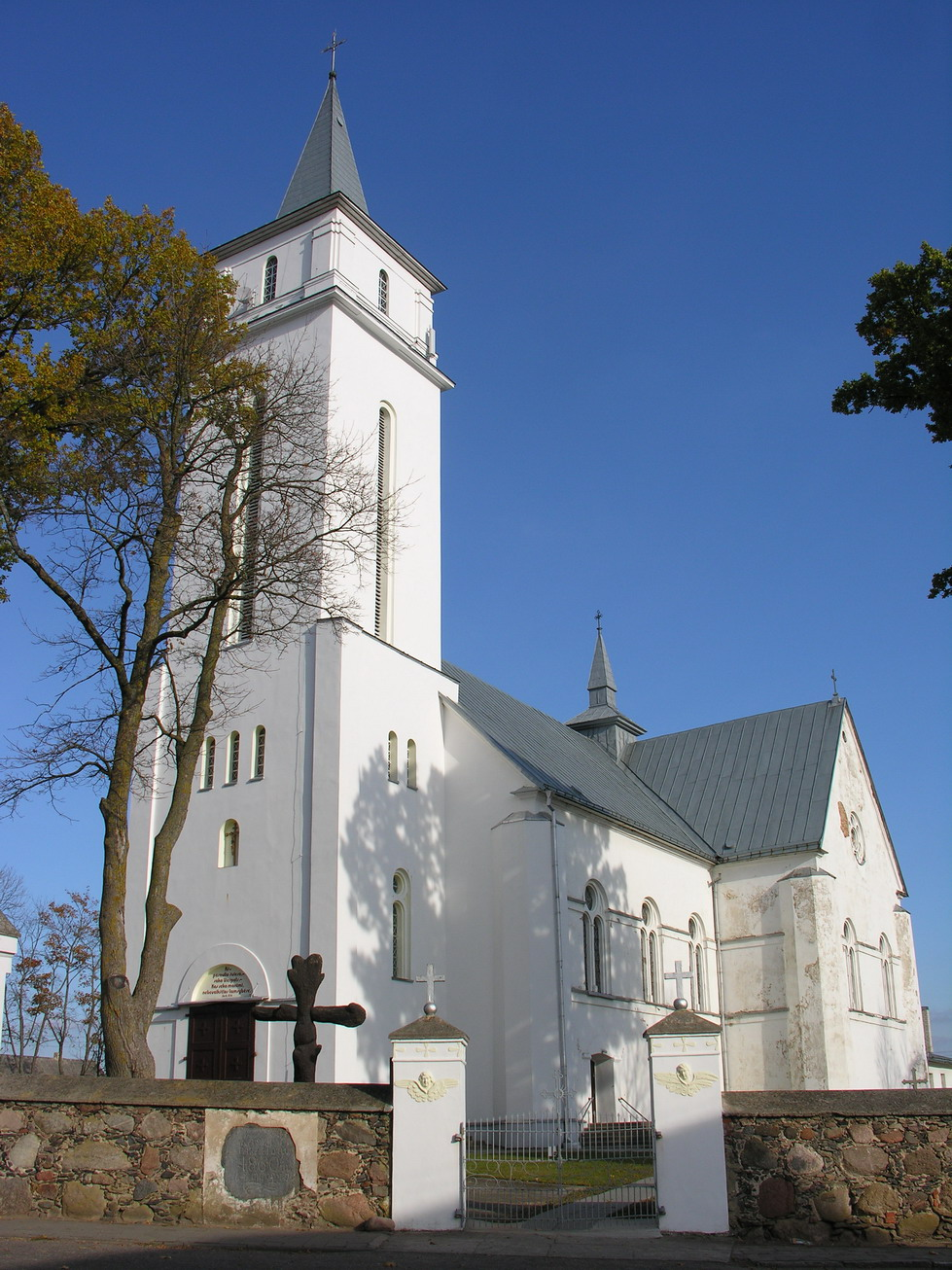
Костёл Святого Иоанна Крестителя (Šv. Jono Krikštytojo bažnyčia)

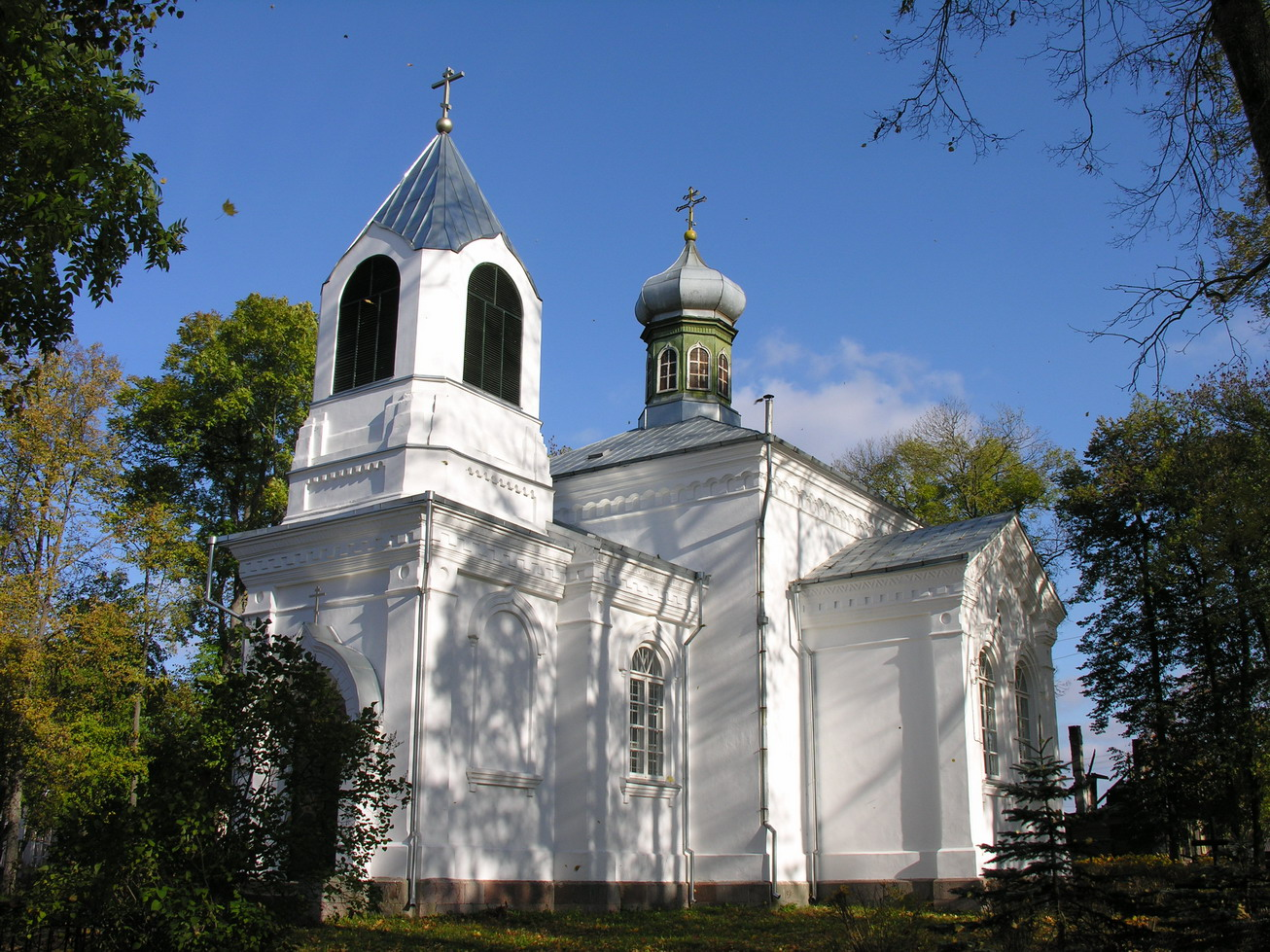
Храм Преподобного Сергия Радонежского

В 1875 году был воздвигнут храм Преподобного Сергия Радонежского. В 1944 году здание храма сильно пострадало. В 1947 году храм был отстроен.
- Мемориальный музей литовского пионера авиации Александра Гришкявичуса (открыт в 1981 году).

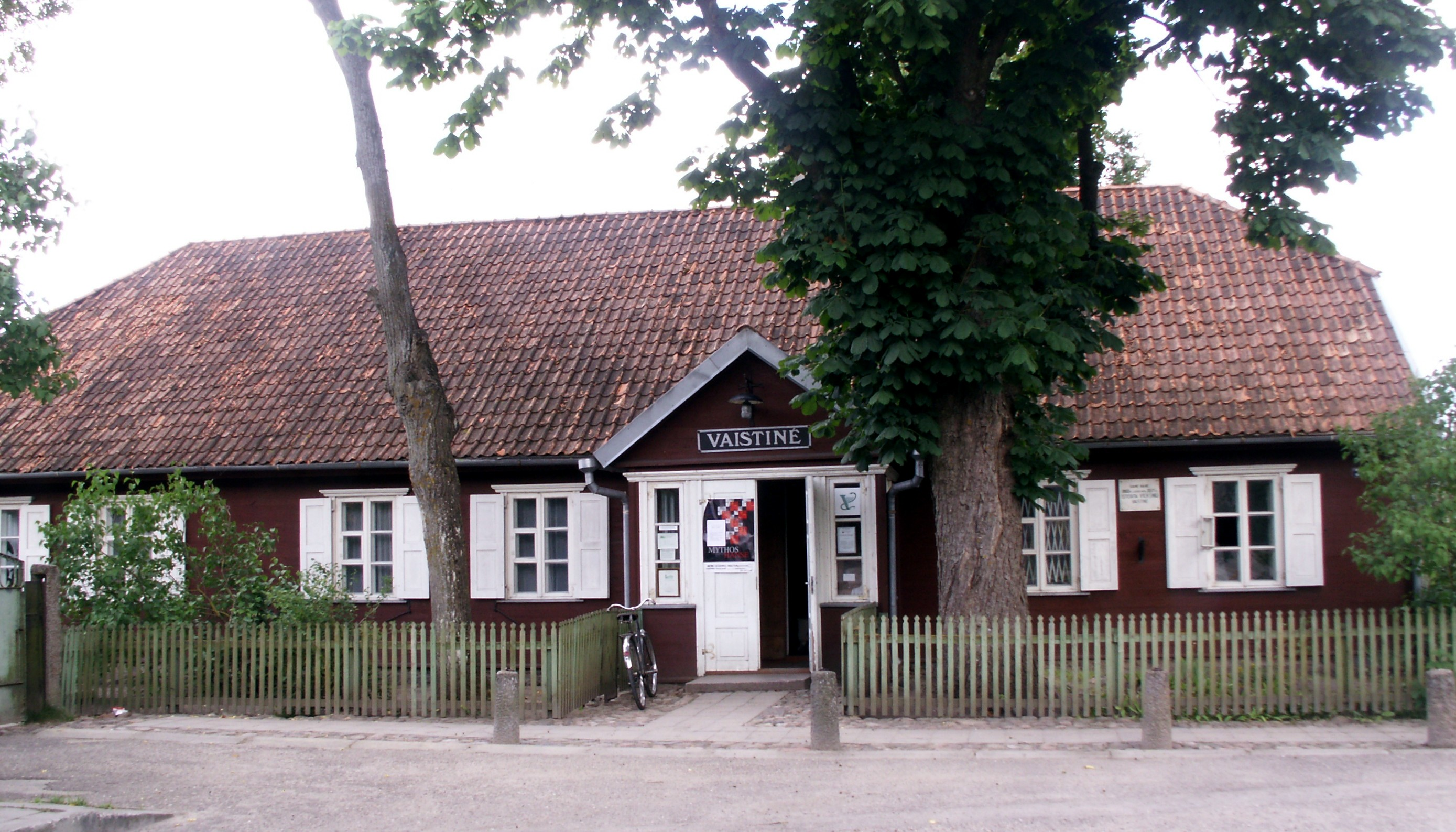
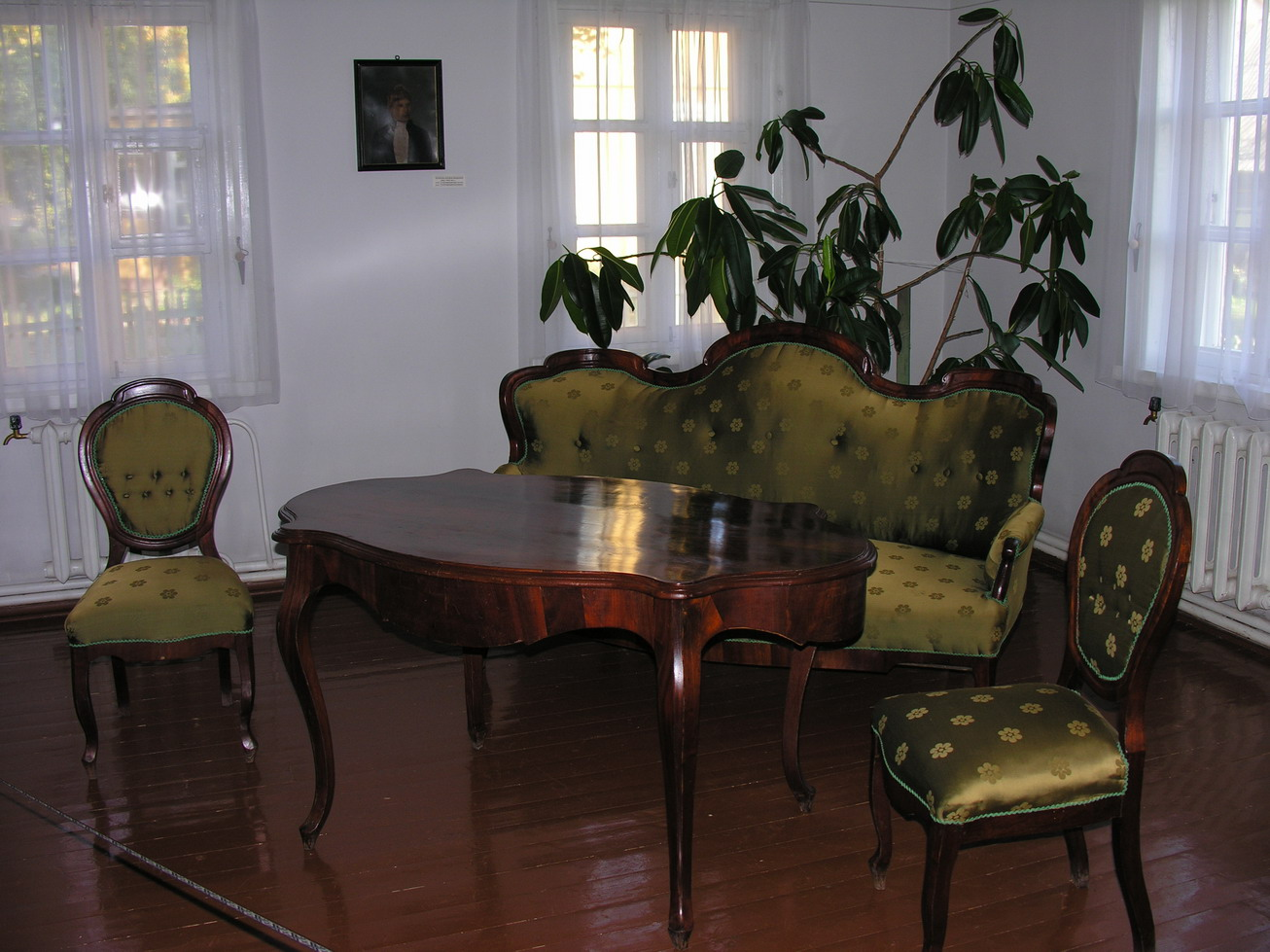
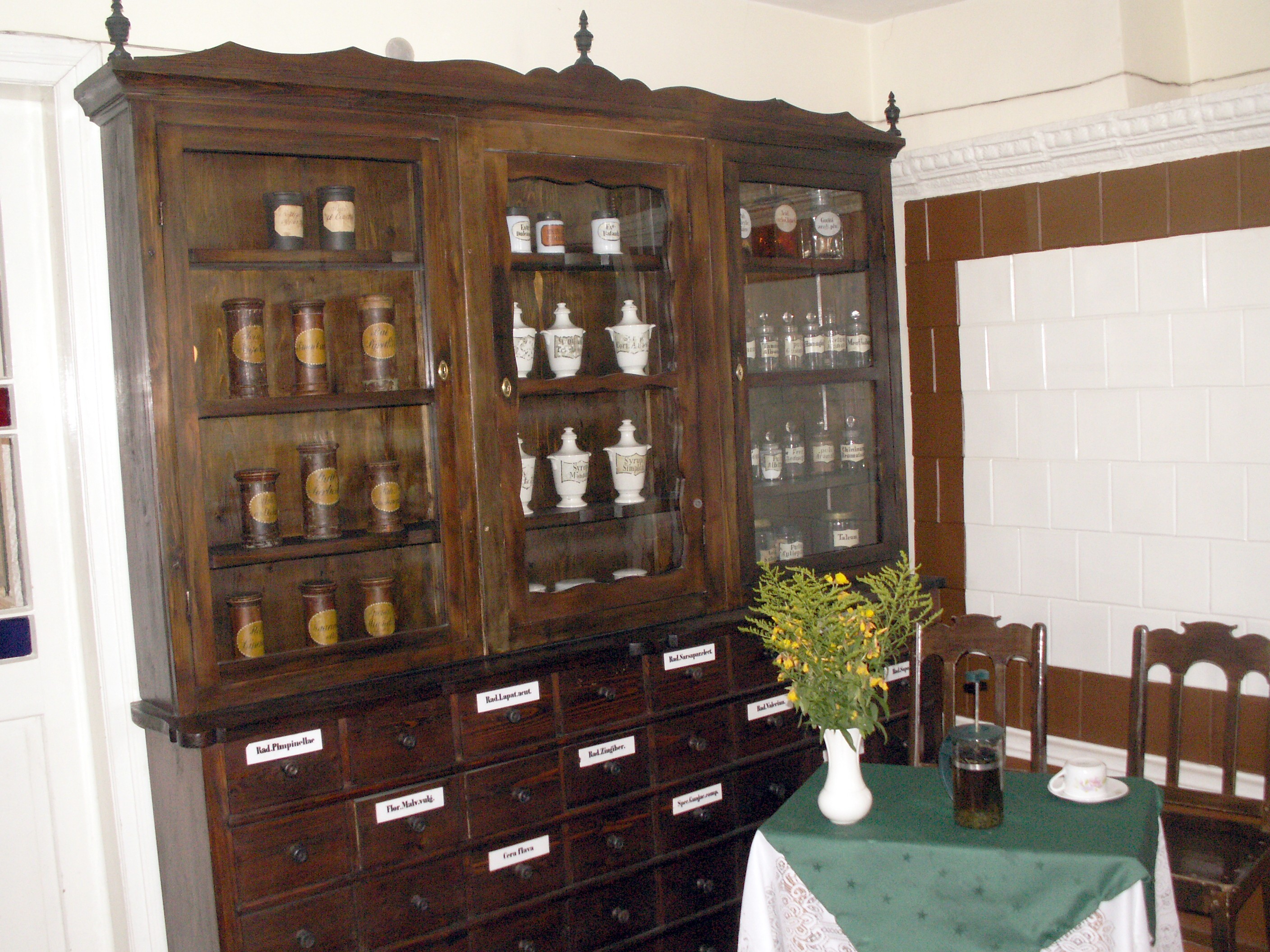
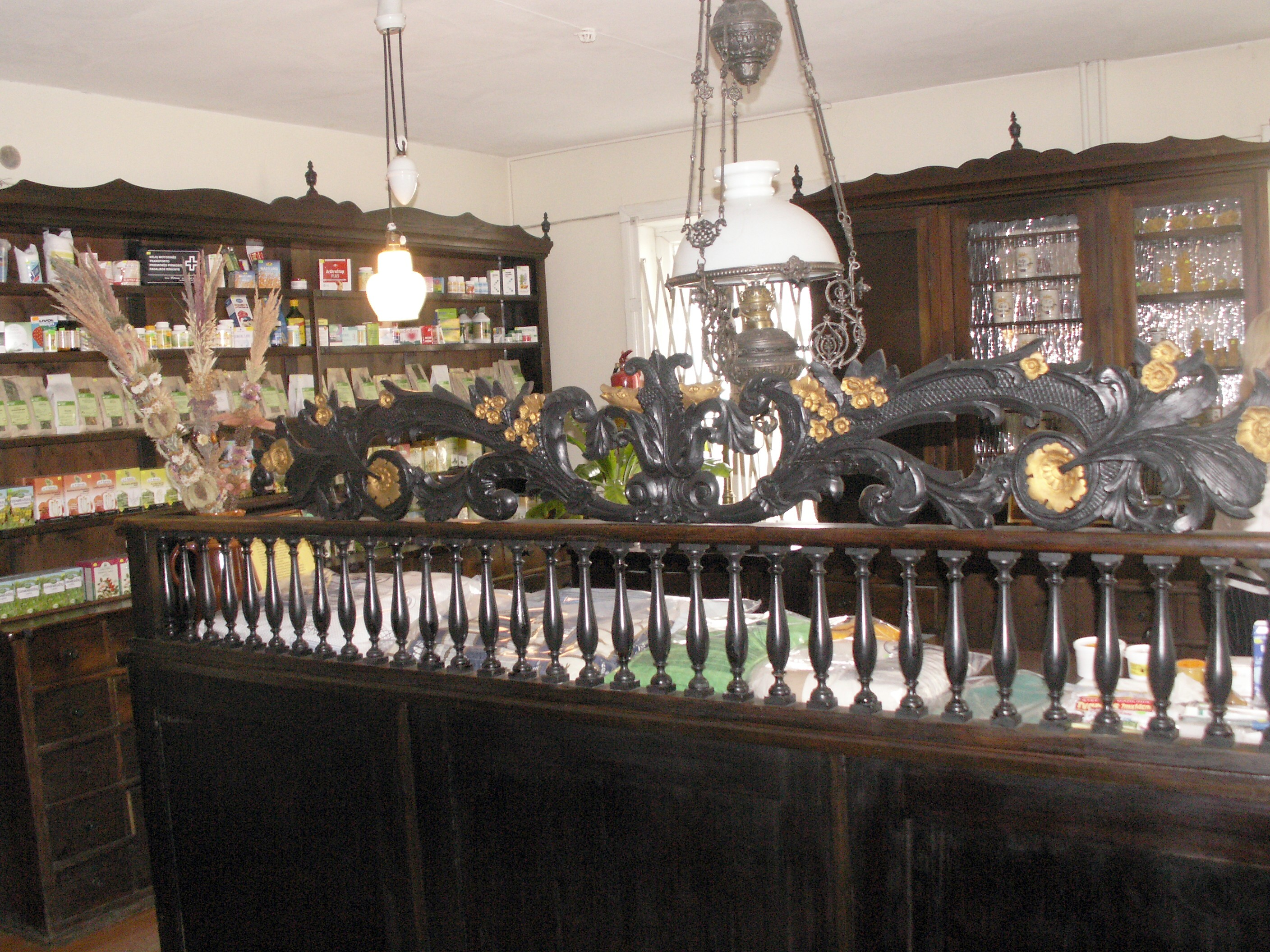

- Захоронение советских воинов.
- Музей Фармацевтики[8].

## Известные жители
Миколас Биржишка — литовский историк литературы и культуры, общественный и политический деятель.

## Герб города
4 августа 1998 года Вешкняй получил герб, который повторял герб, дарованный 1792 году, и флаг, основанный на этом гербе (автор Роландас Римкунас).

## Галерея

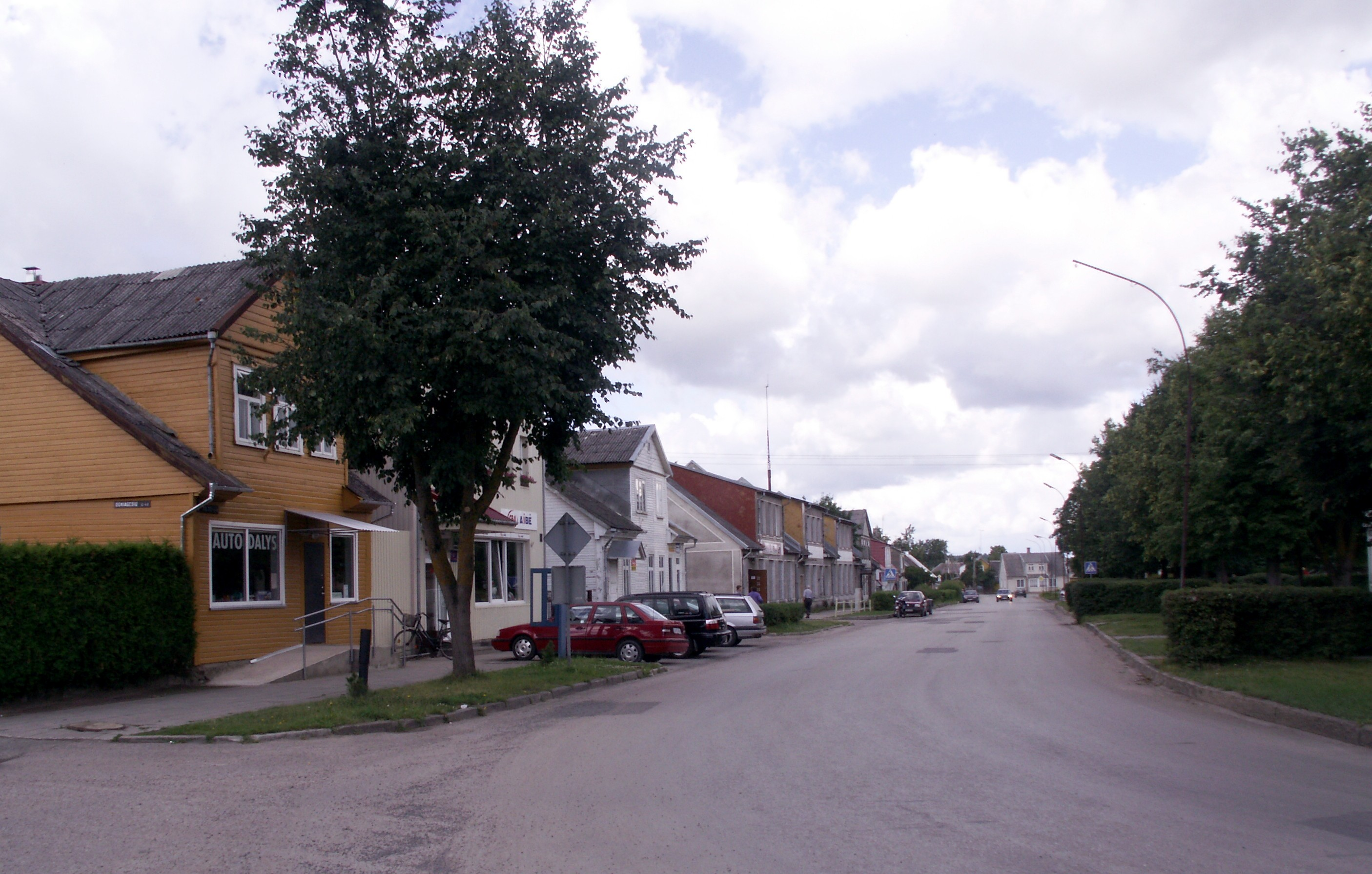
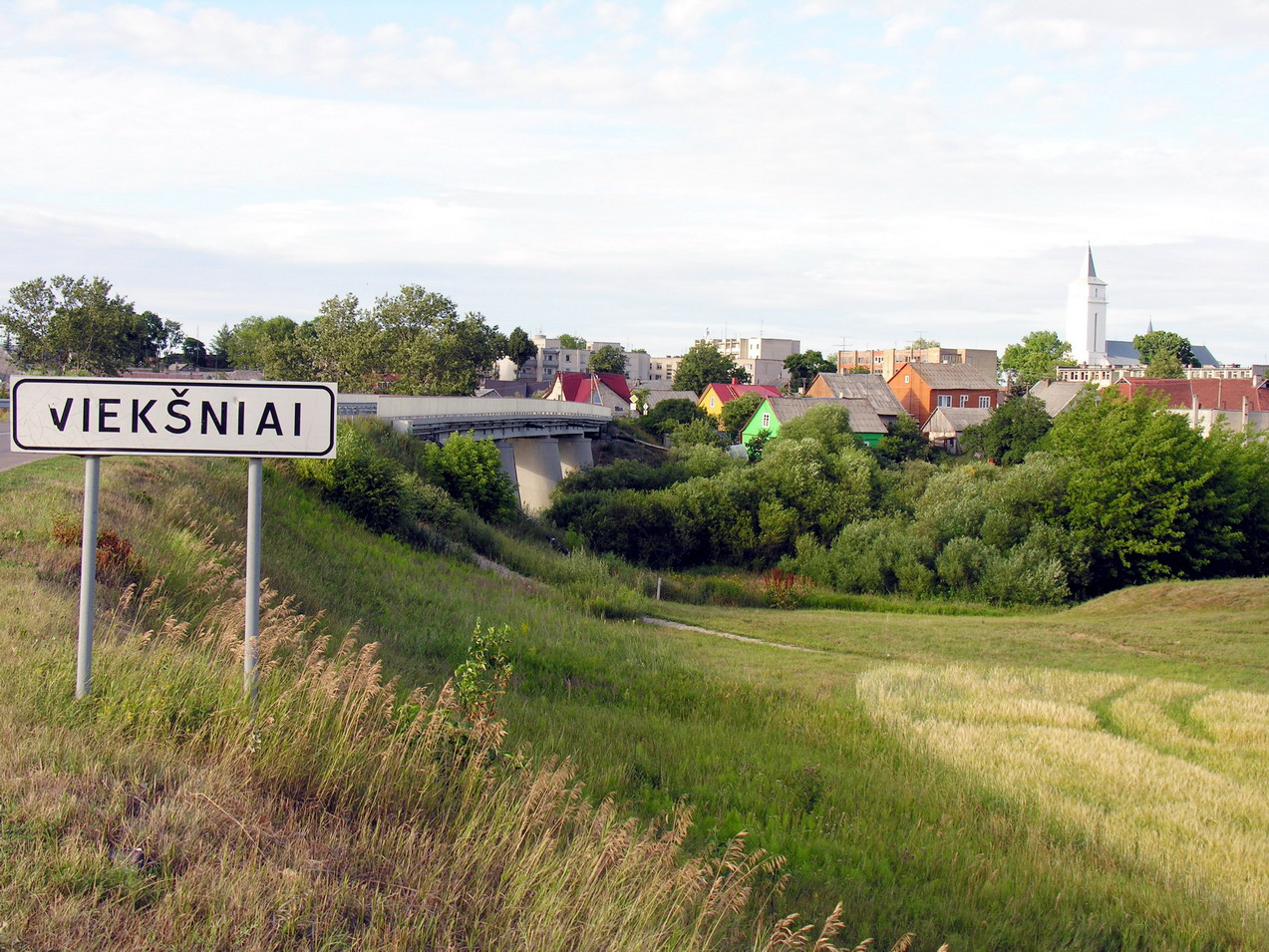
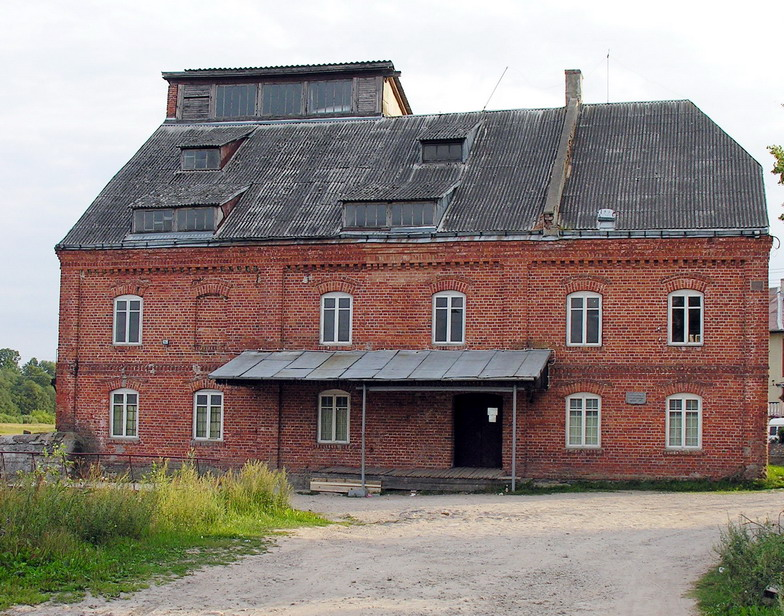
Здание мельницы
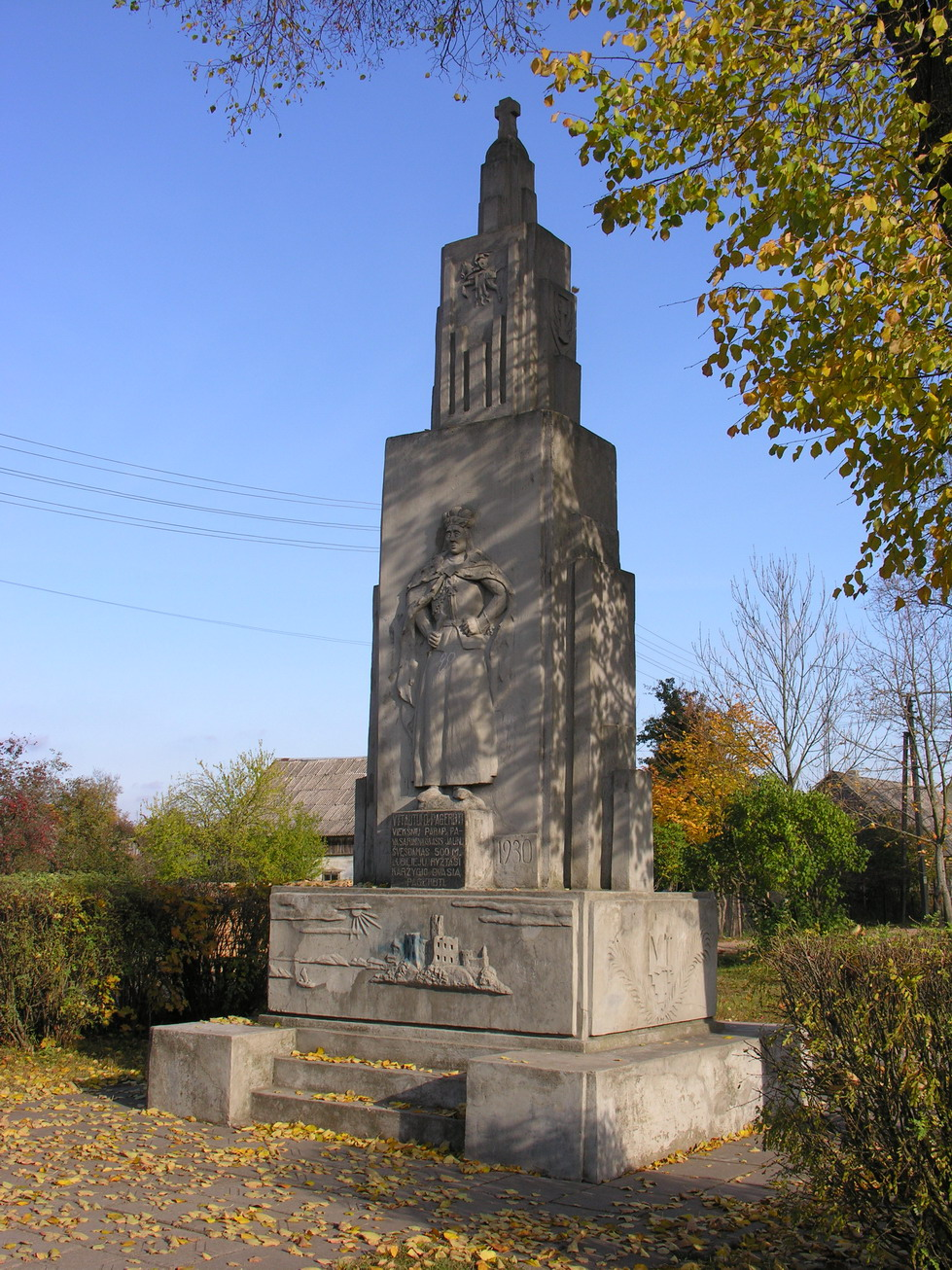
Памятник Витовту Великому
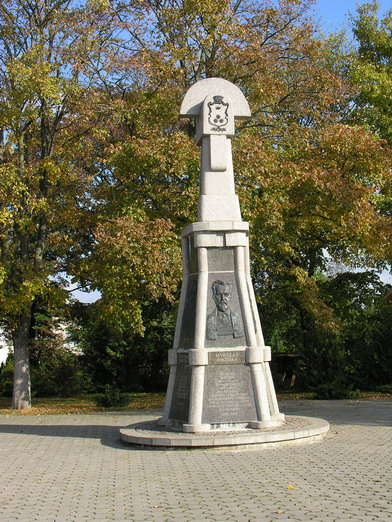
Памятник профессорам Миколасу, Вацловасу и Викторасу Биржишкам
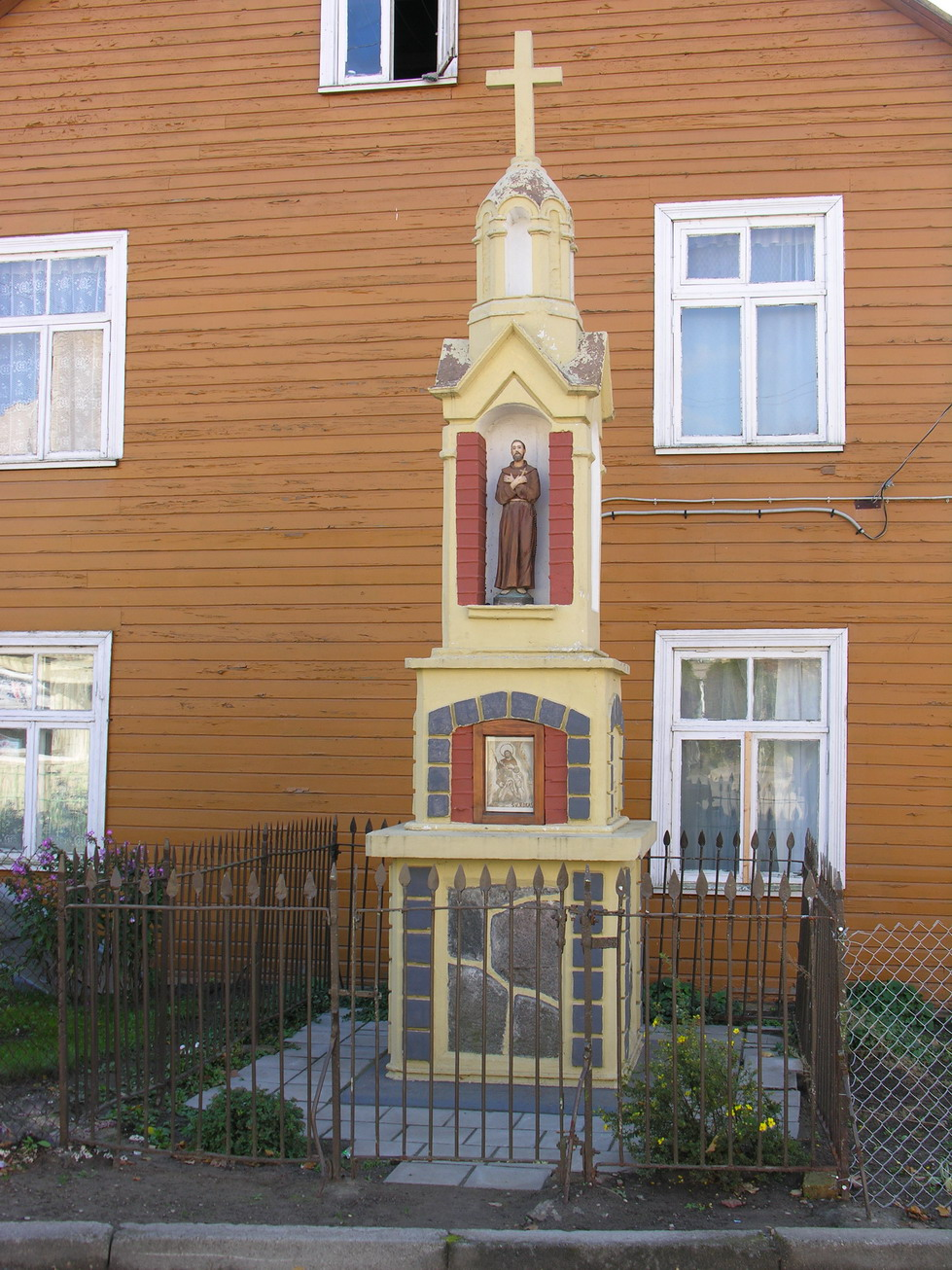
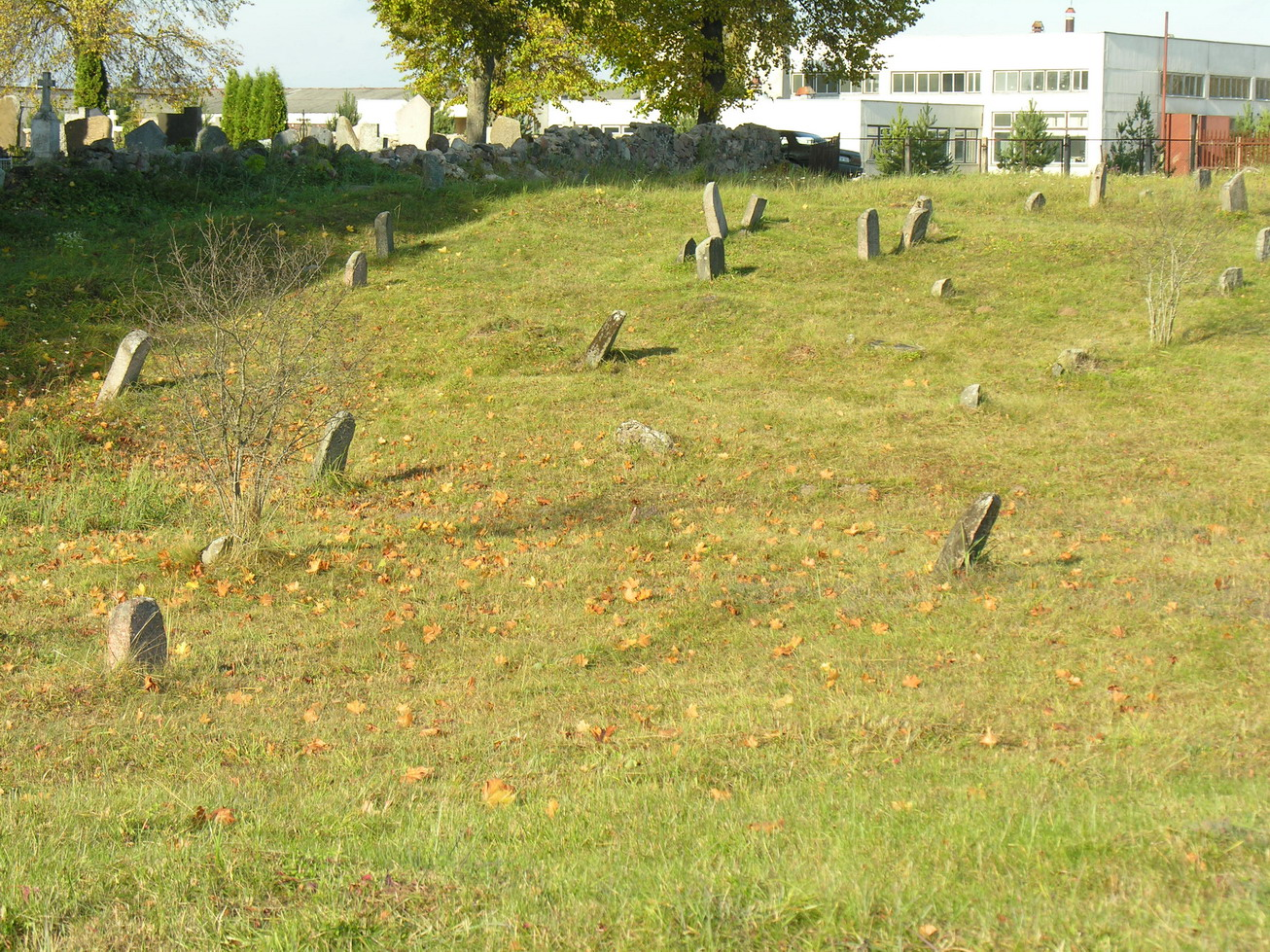
Старое еврейское кладбище
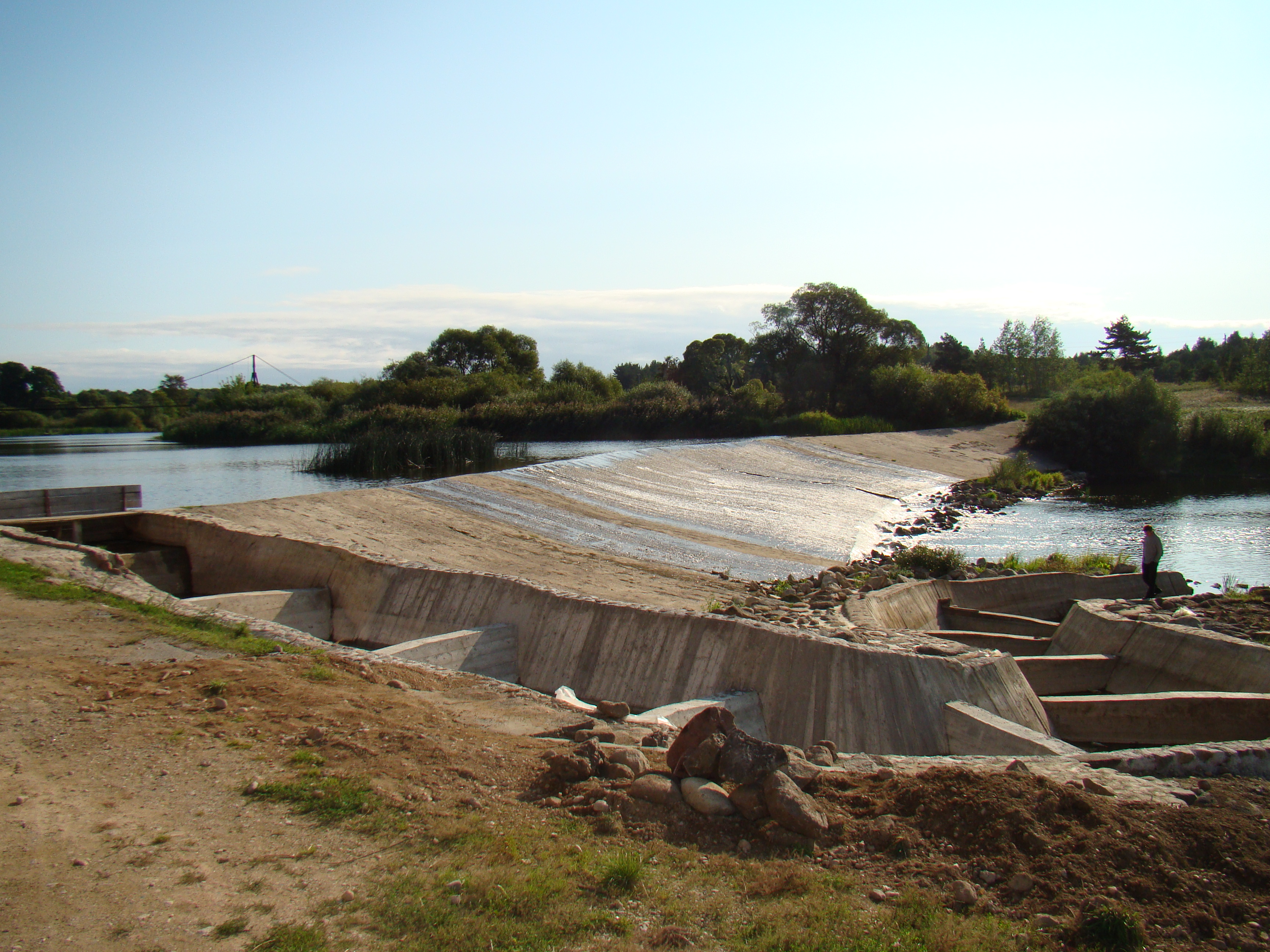
Дамба на реке Вента с рыбопропускным устройством